# Otto Lehmann (Filmproduzent)
Otto Lehmann (* 22. Januar 1889 in Berlin; † 28. April 1968 in München) war ein deutscher Filmproduktionsleiter und Herstellungsleiter bzw. Herstellungsgruppenleiter.

## Leben und Wirken
Otto Lehmann hatte eine Lehrerausbildung am evangelischen Lehrerseminar in Neuzelle erhalten und anschließend in diesem Beruf an Volks- und Mittelschulen auch gearbeitet. 
1925 wechselte der gebürtige Berliner als Aufnahmeleiter zum Film und arbeitete in dieser Funktion unter anderem 1927 für die aufwändigen Preußenglorifizierungen Der Alte Fritz und Königin Luise, die frühen Conrad-Veidt-Tonfilme Der Mann, der den Mord beging und Ich und die Kaiserin, den musikalischen Kassenschlager Walzerkrieg aus der Hand Ludwig Bergers, Reinhold Schünzels Götterkomödie Amphitryon sowie zuletzt, 1936, unter der Regie von Johannes Meyer, erneut für eine filmische Huldigung des preußischen Königs Friedrich der Große, Fridericus. 
1936 avancierte er beim populären Volksstück Das Veilchen vom Potsdamer Platz zum Produktionsleiter, ab 1938 bis Kriegsende arbeitete Lehmann für die Terra als Herstellungs- bzw. Herstellungsgruppenleiter. In dieser Eigenschaft zeichnete er auch für die Entstehung von Jud Süß mitverantwortlich, dem berüchtigtsten antisemitischen Hetzfilm des Dritten Reichs.
Nach dem Krieg fungierte Lehmann zunächst bei der DEFA als Mitgeschäftsführer der Synchronabteilung der alten Tobis. Seine Tätigkeit als Produktionsleiter setzte er ab 1947 für verschiedene westdeutsche Firmen fort, zwischen 1952 und 1955 ausschließlich für die Carlton-Film des Münchner Produzenten Günther Stapenhorst. 
Im Alter von 70 Jahren beendete Lehmann seine Kinotätigkeit und arbeitete noch bis Herbst 1967 als Produktionsleiter für das Fernsehen. Otto Lehmann besetzte auch Funktionärsposten; so war er zeitweilig der 1. Vorsitzende des Verbandes Deutscher Produktionsleiter e. V. Er ist nicht zu verwechseln mit einem anderen Otto Lehmann, der während des Zweiten Weltkriegs kurzzeitig beim Schweizer Film als Schauspieler arbeitete.

## Filmografie
| als Produktions-, Herstellungs- oder Herstellungsgruppenleiter - 1936: Das Veilchen vom Potsdamer Platz - 1937: Meiseken - 1937: Ein Volksfeind - 1937: Tango Notturno - 1938: Geheimzeichen LB 17 - 1938: Fracht von Baltimore - 1938: Liebelei und Liebe - 1939: Aufruhr in Damaskus - 1939: Flucht ins Dunkel - 1939: Zentrale Rio - 1939: Kornblumenblau - 1940: Jud Süß - 1941: Leichte Muse - 1941: Sein Sohn - 1942: Fronttheater - 1942/43: Musik in Salzburg (UA: 1944) - 1944: Seinerzeit zu meiner Zeit | - 1944: Der grüne Salon - 1944: Tierarzt Dr. Vlimmen (unvollendet) - 1948: Frauen, Masken und Dämonen (Dokumentarfilm) - 1949: Nach Regen scheint Sonne - 1950: Das doppelte Lottchen - 1951: Blaubart - 1952: Die Försterchristel - 1952: Alraune - 1952: Im weißen Rössl - 1953: Der unsterbliche Lump - 1953: Der letzte Walzer - 1954: Dieses Lied bleibt bei dir - 1955: Königswalzer - 1956: Zwischen Zeit und Ewigkeit - 1957: Junger Mann, der alles kann - 1958: Ist Mama nicht fabelhaft? - 1959: Liebe, Luft und lauter Lügen |